# Mika Kallio
Pour les articles homonymes, voir Kallio.
Mika Kallio, né le 8 novembre 1982 à Valkeakoski, est un pilote de vitesse moto finlandais.

## Biographie
Après des débuts en Grand Prix en 2001, il réussit en 2005 une grande saison qui le voit empocher quatre victoires et lui permet de jouer le titre 125 cm3 face au pilote suisse Thomas Lüthi. Mais c'est son propre coéquipier, Gábor Talmácsi, qui va le battre sur la ligne lors du Grand Prix du Qatar, et le priver de cinq points qui se révèleront cruciaux lors du décompte final. Il échouera une nouvelle fois la saison suivante dans sa quête du titre, 2e pour la 2e fois d'affilée, devancé cette fois-ci par Álvaro Bautista.
En 2007, KTM le fait monter en 250 cm3 aux côtés du Japonais Hiroshi Aoyama, déjà bien rompu aux joutes de la catégorie quart de litre. Il réalise une première saison encourageante puis confirme l'année suivante en terminant à la 3e place du championnat.
Pour la saison 2009, il accède à la catégorie MotoGP dans le Pramac Racing Team, au guidon d'une Ducati. Il y restera deux ans, jusqu'au Grand Prix d'Australie 2010, lors duquel, blessé, il doit déclarer forfait et céder sa place à l'expérimenté Carlos Checa. Le Finlandais retourne à l'échelon inférieur en 2011 pour découvrir la Moto2, qui a pris le relais de la 250 cm3, avec l'écurie belge Marc VDS Racing Team.
Fin 2015, il est nommé pilote essayeur pour KTM dont l'arrivée en MotoGP est prévue pour 2017,.
En septembre 2019, il est promu pilote titulaire au sein de KTM, en remplacement de Johann Zarco. Il profite de la rupture de contrat demandée par Zarco en août 2019, à la suite de ses difficultés et mauvais résultats.

## Statistiques en Grand Prix

### Par saison
(Mise à jour après le  Grand Prix moto de la Communauté valencienne 2015)
| Sais  | Cat.    | Moto     | Course | Vict. | Pod. | Poles | MTC | Pts  | Class. | Titre |
| ----- | ------- | -------- | ------ | ----- | ---- | ----- | --- | ---- | ------ | ----- |
| 2001  | 125 cm3 | Honda    | 2      | 0     | 0    | 0     | 0   | 3    | 28e    | -     |
| 2002  | 125 cm3 | Honda    | 16     | 0     | 0    | 0     | 0   | 78   | 11e    | -     |
| 2003  | 125 cm3 | KTM      | 16     | -     | 1    | -     | -   | 88   | 11e    | -     |
| 2004  | 125 cm3 | KTM      | 16     | -     | 1    | -     | -   | 86   | 10e    | -     |
| 2005  | 125 cm3 | KTM      | 16     | 4     | 10   | 8     | 3   | 237  | 2e     | -     |
| 2006  | 125 cm3 | KTM      | 16     | 3     | 11   | 4     | 1   | 262  | 2e     | -     |
| 2007  | 250 cm3 | KTM      | 17     | 2     | 4    | 2     | 2   | 157  | 7e     | -     |
| 2008  | 250 cm3 | KTM      | 16     | 3     | 6    | 0     | 2   | 196  | 3e     | -     |
| 2009  | MotoGP  | Ducati   | 16     | -     | -    | -     | -   | 71   | 15e    | -     |
| 2010  | MotoGP  | Ducati   | 17     | -     | -    | -     | -   | 43   | 17e    | -     |
| 2011  | Moto2   | Suter    | 17     | -     | 1    | -     | -   | 61   | 16e    | -     |
| 2012  | Moto2   | Kalex    | 17     | -     | 1    | -     | -   | 130  | 6e     | -     |
| 2013  | Moto2   | Kalex    | 17     | 1     | 4    | 1     | 1   | 188  | 4e     | -     |
| 2014  | Moto2   | Kalex    | 18     | 3     | 10   | 3     | 3   | 289  | 2e     | -     |
| 2015  | Moto2   | Kalex    | 18     | 0     | 0    | 0     | 0   | 72   | 15     | -     |
| 2015  | Moto2   | Speed Up | 18     | 0     | 0    | 0     | 0   | 72   | 15     | -     |
| Total |         |          | 234    | 16    | 49   | 18    | 12  | 1958 |        |       |

### En détail
| Année | Catégorie | Moto     | 1       | 2       | 3       | 4       | 5       | 6       | 7       | 8       | 9       | 10      | 11      | 12      | 13      | 14      | 15      | 16      | 17      | 18      | Position | Points |
| ----- | --------- | -------- | ------- | ------- | ------- | ------- | ------- | ------- | ------- | ------- | ------- | ------- | ------- | ------- | ------- | ------- | ------- | ------- | ------- | ------- | -------- | ------ |
| 2001  | 125 cm3   | Honda    | JPN     | AFS     | ESP     | FRA     | ITA     | CAT     | P-B     | GBR     | ALL Ab. | RTC     | POR     | VAL Ab. | PAC     | AUS     | MAL     | RIO     |         |         | -        | -      |
| 2002  | 125 cm3   | Honda    | JPN Ab. | AFS 12  | ESP 5   | FRA 8   | ITA Ab. | CAT 9   | P-B Ab. | GBR Ab. | ALL 9   | RTC 10  | POR 8   | RIO 8   | PAC 6   | MAL 7   | AUS Ab. | VAL 16  |         |         | 11e      | 78     |
| 2003  | 125 cm3   | KTM      | JPN 11  | AFS 7   | ESP 16  | FRA Ab. | ITA 13  | CAT 7   | P-B 11  | GBR 7   | ALL 10  | RTC 4   | POR Ab. | RIO 19  | PAC 7   | MAL 2   | AUS Ab  | VAL Ab. |         |         | 11e      | 88     |
| 2004  | 125 cm3   | KTM      | AFS 12  | ESP Ab. | FRA 6   | ITA Ab  | CAT 9   | P-B Ab. | RIO 8   | ALL 5   | GBR 4   | RTC Ab. | POR 2   | JPN Ab  | QAT 4   | MAL Ab. | AUS Ab. | VAL Ab. |         |         | 10e      | 86     |
| 2005  | 125 cm3   | KTM      | ESP 2   | POR 1   | CHN 11  | FRA 3   | ITA Ab  | CAT 3   | P-B Ab. | GBR 7   | ALL 1   | RTC 2   | JPN 1   | MAL 2   | QAT 2   | AUS 5   | TUR Ab. | VAL 1   |         |         | 2e       | 237    |
| 2006  | 125 cm3   | KTM      | ESP 4   | QAT 2   | TUR Ab. | CHN 1   | FRA 2   | ITA 6   | CAT Ab. | P-B 1   | GBR 2   | ALL 8   | RTC 2   | MAL 2   | AUS 2   | JPN 1   | POR 3   | VAL 2   |         |         | 2e       | 262    |
| 2007  | 250 cm3   | KTM      | QAT Ab. | ESP Ab. | TUR 6   | CHN 5   | FRA 7   | ITA Ab. | CAT 6   | GBR 6   | P-B 8   | ALL 2   | RTC 3   | SMR Ab. | POR Ab. | JPN 1   | AUS Ab. | MAL 4   | VAL 1   |         | 7e       | 157    |
| 2008  | 250 cm3   | KTM      | QAT 3   | ESP 1   | POR 3   | CHN 1   | FRA 5   | ITA 4   | CAT Ab. | GBR 1   | P-B 7   | ALL 4   | RTC 5   | SMR Ab. | INP C   | JPN 5   | AUS 3   | MAL Ab. | VAL 11  |         | 3e       | 196    |
| 2009  | MotoGP    | Ducati   | QAT 8   | JPN 8   | ESP Ab. | FRA Ab. | ITA 13  | CAT 9   | P-B Ab. | USA     | ALL 14  | GBR 10  | RTC Ab. | INP 8   | SMR 7   | POR Ab. | AUS 9   | MAL 10  | VAL 9   |         | 15e      | 71     |
| 2010  | MotoGP    | Ducati   | QAT Ab. | ESP 7   | FRA 13  | ITA Ab. | GBR 13  | P-B 11  | CAT 12  | ALL Ab. | USA 9   | RTC Ab. | INP Ab. | SMR Ab. | ARA 14  | JPN 15  | MAL 12  | AUS 11  | POR     | VAL     | 17e      | 43     |
| 2011  | Moto2     | Suter    | QAT 20  | ESP 17  | POR Ab. | FRA Ab. | CAT 8   | GBR Ab. | P-B Ab. | ITA 17  | ALL Ab. | RTC 13  | INP 9   | SMR 15  | ARA 10  | JPN 10  | AUS 16  | MAL 6   | VAL 2   |         | 16e      | 61     |
| 2012  | Moto2     | Kalex    | QAT 10  | ESP 7   | POR 9   | FRA 5   | CAT 9   | GBR 10  | NED 10  | ALL 2   | ITA 11  | IND 4   | RTC 9   | RSM 4   | ARA 15  | JPN 16  | MAL 6   | AUS Ab. | VAL 7   |         | 6e       | 130    |
| 2013  | Moto2     | Kalex    | QAT 5   | AME 3   | ESP Ab. | FRA 2   | ITA 5   | CAT 9   | NED 4   | ALL 13  | IND 7   | CZE 1   | GBR 6   | RSM 9   | ARA 5   | MAL 4   | AUS 7   | JPN 2   | VAL Ab. |         | 4e       | 188    |
| 2014  | Moto2     | Kalex    | QAT 2   | AME 4   | ARG 7   | SPA 1   | FRA 1   | ITA 6   | CAT 4   | NED 3   | GER 2   | IND 1   | CZE 2   | GBR 2   | RSM 2   | ARA 7   | JPN 5   | AUS 4   | MAL 2   | VAL Ab. | 2e       | 289    |
| 2015  | Moto2     | Kalex    | QAT 6   | AME 8   | ARG 4   | SPA Ab. | FRA Ab. | ITA Ab. | CAT 12  | NED 8   | GER 12  | IND Ab. | CZE 15  | GBR 20  | RSM Ab. |         |         |         |         |         | 15e      | 72     |
| 2015  | Moto2     | Speed Up |         |         |         |         |         |         |         |         |         |         |         |         |         | ARA 11  | JPN 15  | AUS 8   | MAL 12  | VAL 10  | 15e      | 72     |

### Par catégorie
(Mise à jour après le  Grand Prix moto de la Communauté valencienne 2015)
| Cat.    | Année       | 1er GP   | 1er podium | 1re victoire | Courses | Victoires | Podiums | Pole | MTC¹ | Points | Titres |
| ------- | ----------- | -------- | ---------- | ------------ | ------- | --------- | ------- | ---- | ---- | ------ | ------ |
| 125 cm3 | 2001-2006   | ALL 2001 | MAL 2003   | POR 2005     | 82      | 7         | 23      | 12   | 4    | 751    | -      |
| 250 cm3 | 2007-2008   | QAT 2007 | ALL 2007   | JPN 2007     | 33      | 5         | 10      | 2    | 4    | 353    | -      |
| MotoGP  | 2009-2010   | QAT 2009 |            |              | 32      | -         | -       | -    | -    | 104    | -      |
| Moto2   | depuis 2011 | QAT 2011 | VAL 2011   | RTC 2013     | 87      | 4         | 16      | 4    | 4    | 740    | -      |
| Total   | 2001-?      |          |            |              | 234     | 16        | 49      | 18   | 12   | 1958   | -      |

## Palmarès
(Mise à jour après le  Grand Prix moto de la Communauté valencienne 2015)
- 3 places de 2e en championnat du monde en 2005 (125 cm3), en 2006 (125 cm3) et en 2014 (Moto2).
- 1 place de 3e en championnat du monde en 2008 (250 cm3).
- 234 départs.
- 16 victoires (4 en Moto2 / 5 en 250 cm3 / 7 en 125 cm3).
- 24 deuxièmes place.
- 9 troisièmes place.
- 18 poles (4 en Moto2 / 2 en 250 cm3 / 12 en 125 cm3).
- 49 podiums (16 en Moto2 / 10 en 250 cm3 / 23 en 125 cm3).
- 12 meilleurs tours en course.

### Victoires en 125 cm³: 7
| Année | Lieu du Grand Prix                          | Circuit                           | Ville                |
| ----- | ------------------------------------------- | --------------------------------- | -------------------- |
| 2005  | Grand Prix moto du Portugal                 | Circuit d'Estoril                 | Estoril              |
| 2005  | Grand Prix moto d'Allemagne                 | Sachsenring                       | Hohenstein-Ernstthal |
| 2005  | Grand Prix moto du Japon                    | Circuit de Motegi                 | Motegi               |
| 2005  | Grand Prix moto de la Communauté de Valence | Circuit de Valence                | Valence              |
| 2006  | Grand Prix moto de Chine                    | Circuit international de Shanghai | Shanghai             |
| 2006  | Grand Prix moto des Pays-Bas                | TT Circuit Assen                  | Assen                |
| 2006  | Grand Prix moto du Japon                    | Circuit de Motegi                 | Motegi               |

### Victoires en 250 cm³: 5
| Année | Lieu du Grand Prix                          | Circuit                           | Ville                |
| ----- | ------------------------------------------- | --------------------------------- | -------------------- |
| 2007  | Grand Prix moto du Japon                    | Circuit de Motegi                 | Motegi               |
| 2007  | Grand Prix moto de la Communauté de Valence | Circuit de Valence                | Valence              |
| 2008  | Grand Prix moto d'Espagne                   | Circuit permanent de Jerez        | Jerez de la Frontera |
| 2008  | Grand Prix moto de Chine                    | Circuit international de Shanghai | Shanghai             |
| 2008  | Grand Prix moto de Grande-Bretagne          | Donington Park                    | Castle Donington     |

### Victoires en Moto2: 4
| Année | Lieu du Grand Prix                    | Circuit                     | Ville                |
| ----- | ------------------------------------- | --------------------------- | -------------------- |
| 2013  | Grand Prix moto de République tchèque | Circuit de Masaryk          | Brno                 |
| 2014  | Grand Prix moto d'Espagne             | Circuit permanent de Jerez  | Jerez de la Frontera |
| 2014  | Grand Prix moto de France             | Circuit Bugatti             | Le Mans              |
| 2014  | Grand Prix moto d'Indianapolis        | Indianapolis Motor Speedway | Speedway             |